# Теорема про монотонний клас
Теорема про монотонний клас — твердження у теорії міри і теорії ймовірностей про рівність монотонного класу і σ-кільця породжених деяким кільцем множин.

## Монотонний клас
Монотонним класом підмножин називається клас {\displaystyle {\mathcal {M}}} підмножин деякої множини {\displaystyle \Omega }, який є замкнутим щодо операцій зліченного об'єднання і зліченного перетину. А саме:
1. Якщо {\displaystyle A_{1},A_{2},\ldots \in {\mathcal {M}}} і {\displaystyle A_{1}\subseteq A_{2}\subseteq \cdots } тоді {\textstyle \bigcup _{i=1}^{\infty }A_{i}\in {\mathcal {M}},}
2. Якщо {\displaystyle B_{1},B_{2},\ldots \in {\mathcal {M}}} і {\displaystyle B_{1}\supseteq B_{2}\supseteq \cdots } тоді {\textstyle \bigcap _{i=1}^{\infty }B_{i}\in {\mathcal {M}}.}

## Твердження теореми
Нехай {\displaystyle {\mathcal {R}}} є кільцем множин і {\displaystyle m({\mathcal {R}})} позначає монотонний клас породжений цим кільцем тобто {\displaystyle m({\mathcal {R}})=\bigcap M({\mathcal {R}}),} де перетин береться по всіх монотонних класах {\displaystyle M({\mathcal {R}}),} що містять кільце {\displaystyle {\mathcal {R}}.} Тоді {\displaystyle \sigma ({\mathcal {R}})=m({\mathcal {R}}),} тобто {\displaystyle m({\mathcal {R}})} є рівним σ-кільцю породженому {\displaystyle {\mathcal {R}}} — перетину всіх σ-кілець, що містять {\displaystyle {\mathcal {R}}.}

## Доведення
Нехай спершу {\displaystyle {\mathcal {R}}} є водночас кільцем і монотонним класом. Тоді {\displaystyle {\mathcal {R}}} є також σ-кільцем. Справді нехай {\displaystyle A_{n}\in {\mathcal {R}},\quad n\geqslant 1}. Тоді із означення кільця випливає, що для кожного {\displaystyle n\geqslant 1} множина {\displaystyle B_{n}=\bigcup _{i=1}^{n}A_{i}\in {\mathcal {R}}.} Також {\displaystyle B_{n}\subset B_{n+1}} для кожного {\displaystyle n\geqslant 1} і оскільки {\displaystyle {\mathcal {R}}} є монотонним класом, то {\textstyle \bigcup _{n=1}^{\infty }B_{n}\in {\mathcal {R}}.} Але {\textstyle \bigcup _{n=1}^{\infty }B_{n}=\bigcup _{n=1}^{\infty }\left(\bigcup _{i=1}^{n}A_{i}\right)=\bigcup _{n=1}^{\infty }A_{n}.} Тому {\textstyle \bigcup _{n=1}^{\infty }A_{n}\in {\mathcal {R}}} і {\displaystyle {\mathcal {R}}} є σ-кільцем.
У загальному випадку оскільки кожне σ-кільце є монотонним класом, то {\displaystyle m({\mathcal {R}})\subset \sigma ({\mathcal {R}}).} Для доведення протилежного включення згідно попереднього достатньо довести,що також {\displaystyle m({\mathcal {R}})} є кільцем.
Для довільної множини {\displaystyle E\in m({\mathcal {R}})} позначимо:
{\displaystyle {\mathcal {L}}(E)=\{C\subset \Omega \ |\ E\cup C,\ E\setminus C,\ C\setminus E\in m({\mathcal {R}})\}.}
Тоді:
1. Для кожного {\displaystyle E\in {\mathcal {R}}:\ {\mathcal {R}}\subset {\mathcal {L}}(E).}
2. Для кожного {\displaystyle F\in m({\mathcal {R}})} сім'я множин {\displaystyle {\mathcal {L}}(F)} є монотонним класом.

Перша властивість відразу випливає із того, що {\displaystyle {\mathcal {R}}} є кільцем і {\displaystyle {\mathcal {R}}\subset m({\mathcal {R}})}. Для другої властивості нехай {\displaystyle B_{n}\in {\mathcal {L}}(F),\quad n\geqslant 1} і {\displaystyle B_{1}\subseteq B_{2}\subseteq \cdots }. Тоді для {\displaystyle n\geqslant 1} також {\displaystyle (B_{n}\cup F)\subset (B_{n+1}\cup F),} {\displaystyle (B_{n}\setminus F)\subset (B_{n+1}\setminus F)} і {\displaystyle (F\setminus B_{n+1})\subset (F\setminus B_{n}).} Із того, що {\displaystyle \ F\cup C,\ F\setminus C,\ C\setminus F\in m({\mathcal {R}})} і означення монотонного класу також
{\displaystyle \bigcup _{n=1}^{\infty }B_{n}\ \bigcup F=\bigcup _{n=1}^{\infty }(B_{n}\cup F)\in m({\mathcal {R}}).}
{\displaystyle \bigcup _{n=1}^{\infty }B_{n}\ \setminus F=\bigcup _{n=1}^{\infty }(B_{n}\setminus F)\in m({\mathcal {R}}).}
{\displaystyle F\setminus \bigcup _{n=1}^{\infty }B_{n}\ =\bigcap _{n=1}^{\infty }(F\setminus B_{n})\in m({\mathcal {R}}).}
Відповідно {\displaystyle \bigcup _{n=1}^{\infty }B_{n}\in {\mathcal {L}}(F).} Аналогічно доводиться і випадок перетину спадної послідовності, що доводить властивість 2.Оскільки для довільної множини {\displaystyle E\in {\mathcal {R}}} згідно другої властивості сім'я множин {\displaystyle {\mathcal {L}}(E)} є монотонним класом, який згідно першої властивості містить {\displaystyle {\mathcal {R}},} то {\displaystyle m({\mathcal {R}})\subset {\mathcal {L}}(E).} Тому для кожної {\displaystyle A_{1}\in m({\mathcal {R}})} і всіх {\displaystyle E\in {\mathcal {R}}} також {\displaystyle E\cup A_{1},\ E\setminus A_{1},\ A_{1}\setminus E}, відповідно для кожної {\displaystyle A_{1}\in m({\mathcal {R}})} також {\displaystyle m({\mathcal {R}})\subset {\mathcal {L}}(A_{1}).} Відповідно згідно означень для довільних {\displaystyle A_{1},A_{2}\in m({\mathcal {R}})} множини {\displaystyle A_{1}\cup A_{2},\ A_{2}\setminus A_{1},\ A_{1}\setminus A_{2}} теж належать {\displaystyle m({\mathcal {R}}).} Відповідно {\displaystyle m({\mathcal {R}})} є кільцем, а тому і σ-кільцем.